# Гіперкорекція
Гіперкоре́кція (від лат. hypercorrectio — «надвиправлення») — лінгвістичний термін — помилкова форма, що виникла внаслідок буквального додержування граматичних правил або мовленнєвих приписів. Проте, згідно з О. Єсперсеном і Р. Меннером, у разі, коли мовець йде за «природним мовним інстинктом», цього не відбувається.
Гіперкоректними звуть також форми, утворені регулярним способом (за аналогією) від слів, що утворюють їх нерегулярно; вони характерні для дитячого мовлення. Термін «гіперкорекція» вживають і щодо інших мовних явищ, зокрема, щодо хибної оцінки мовцем стилістики мовної одиниці (коли слово або морфема помилково вважаються приналежними зниженому стилю, тому уникаються в мовленні).

## Приклади

### Англійська
- Слово perfect первісно мало форму perfit (від старофр. parfit), надалі виправлене за зразком лат. perfectum[1].
- У словах-винятках Thai, Thames, Thomas іноді помилково вимовляють [θ] — замість нормативного [t] (правильно [taɪ], [ˈtɛmz], ['tɒməs]) — за аналогією з більшістю слів на «th»
- Слово iland («острів»), яке походить від середньоанглійського iland, yland, ylond і давньоанглійського īġland, īeġland, ēaland, починаючи з XVII ст. пишуть як island — внаслідок хибного зближення з isle (який походить через старофр. isle від лат. insula).

### Французька
- Слово savoir (яке походить від лат. sapĕre — «куштувати, смакувати»; у пізній латині — «знати»), до XVIII ст. писалося як sçavoir — внаслідок хибного виведення від лат. scīre («знати»).

### Російська
- Слово афера (від фр. affaire), часто помилково вимовляють як «афёра» ([афьора]) — за аналогією з шофёр та інших слів з французьким суфіксом -eur.
- У правописі Я. К. Грота закріплено написання рѣдька, рѣшето, рѣшетка — очевидно, внаслідок порівняння з рѣдкий, хоча звука [ě] історично там не було (у давньоруському письмі засвідчені редька, решето)[4].

### Українська
- У давньоруській мові в іменників з основою на *-ŭ (сынъ, медъ) закінчення множини «-ове» (сынове, медове) було «виправлене» за зразком іменників з основою на *-ā (типу рука) — у сучасній українській «сини», «меди».
- Запозичене з російської мови слово «ногітки» (від рос. ноготки, буквально — «нігтики»), надалі «виправило» вимову, сприйняте як похідне від «нагадувати» і перетворилося на «нагідки»[5].
- Багато гіперкорекційних помилок з'являються внаслідок прагнення очистити українську мову від засилля росіянізмів — слів російського походження. Часто питомо українські слова оголошують «русизмами», замінюючи діалектними словами (які самі можуть виявитися запозиченнями з інших мов), або українськими словами з близьким, але іншим значенням («діжка» — замість уявного росіянізму «бочка», хоча насправді це різні види ємностей)[6]. Це явище близьке до визначення «гіперпуризм», і на думку деяких українців, збіднює словниковий запас[7].

- Гіперкорекція відбувається і при запозиченні іншомовних термінів через посередництво російської мови, коли «українізують» форму, випадково схожу з російською: «Великий шолом» замість «Великий шлем» або «Великий слем» (внаслідок перекладу рос. Большой Шлем, а не питомого англ. Grand Slam); «Діана Гурцька»[8] замість Діана Гурцкая (запозичення не з груз. ღურწკაია, а з рос. Гурцкая); «від кутюр»[9] замість «от кутюр» (сприйняття рос. от кутюр як родового відмінка множини з прийменником, а не варваризму від фр. haute couture — «високе пошиття, висока мода»), «сікатор» замість «секатор» (від фр. sécateur — «січний», «ріжучий»)[10][11].